# العلاقات الكاميرونية البنمية
العلاقات الكاميرونية البنمية هي العلاقات الثنائية التي تجمع بين الكاميرون وبنما.

## مقارنة بين البلدين
هذه مقارنة عامة ومرجعية للدولتين:
| وجه المقارنة                                              | الكاميرون                      | بنما                      |
| --------------------------------------------------------- | ------------------------------ | ------------------------- |
| المساحة (كم2)                                             | 475.44 ألف                     | 74.18 ألف                 |
| عدد السكان (نسمة)                                         | 24.05 مليون                    | 4.10 مليون                |
| الكثافة السكانية (ن./كم²)                                 | 50.58                          | 55.27                     |
| العاصمة                                                   | ياوندي                         | بنما                      |
| اللغة الرسمية                                             | لغة فرنسية، لغة إنجليزية       | اللغة الإسبانية           |
| العملة                                                    | فرنك وسط أفريقي                | بالبوا بنمي، دولار أمريكي |
| الناتج المحلي الإجمالي (بليون دولار)                      | 34.80 مليار                    | 61.84 مليار               |
| الناتج المحلي الإجمالي (تعادل القوة الشرائية) بليون دولار | 72.72 مليار                    | 87.37 مليار               |
| الناتج المحلي الإجمالي الاسمي للفرد دولار أمريكي          | 1.22 ألف                       | 13.27 ألف                 |
| الناتج المحلي الإجمالي للفرد دولار أمريكي                 | 2.97 ألف                       | 20.89 ألف                 |
| مؤشر التنمية البشرية                                      | 0.512                          | 0.780                     |
| رمز المكالمات الدولي                                      | +237                           | +507                      |
| رمز الإنترنت                                              | .cm                            | .pa                       |
| المنطقة الزمنية                                           | توقيت غرب أفريقيا، ت ع م+01:00 | 00                        |

## منظمات دولية مشتركة
يشترك البلدان في عضوية مجموعة من المنظمات الدولية، منها:
| علم المنظمة | اسم المنظمة                               | تاريخ انضمام الكاميرون | تاريخ انضمام بنما |
| ----------- | ----------------------------------------- | ---------------------- | ----------------- |
|             | يونسكو                                    | 11 نوفمبر 1960         | 10 يناير 1950     |
|             | الفريق المعني برصد الأرض                  | ?                      | ?                 |
|             | مؤسسة التمويل الدولية                     | 1 أكتوبر 1974          | 20 يوليو 1956     |
|             | المركز الدولي لتسوية المنازعات الاستشارية | 2 فبراير 1967          | 8 مايو 1996       |
|             | منظمة حظر الأسلحة الكيميائية              | ?                      | ?                 |
|             | مؤسسة التنمية الدولية                     | 10 أبريل 1964          | 1 سبتمبر 1961     |
|             | منظمة التجارة العالمية                    | ?                      | ?                 |
|             | وكالة ضمان الاستثمار متعدد الأطراف        | 7 أكتوبر 1988          | 21 فبراير 1997    |
|             | الاتحاد البريدي العالمي                   | ?                      | ?                 |
|             | منظمة الشرطة الجنائية الدولية             | ?                      | ?                 |
|             | الأمم المتحدة                             | 20 سبتمبر 1960         | 13 نوفمبر 1945    |
|             | الاتحاد الدولي للاتصالات                  | 22 ديسمبر 1960         | 14 يوليو 1914     |
|             | البنك الدولي للإنشاء والتعمير             | 10 يوليو 1963          | 14 مارس 1946      |

## وصلات خارجية
- موقع وزارة الخارجية الكاميرونية
- موقع وزارة الخارجية البنمية